# Beata
Beata – żeński odpowiednik imienia Beat, pochodzi od łac. beatus oznaczającego błogosławiona, przynosząca szczęście, szczęśliwa.
W Polsce imię jest popularne w XXI wieku. W styczniu 2025 r. w rejestrze PESEL, wśród publicznie dostępnych danych dotyczących osób żyjących, wykazano 279226 kobiet o imieniu Beata nadanym jako imię pierwsze (21. miejsce wśród imion żeńskich).
Beata imieniny obchodzi 8 marca, 22 marca, 8 kwietnia, 29 czerwca, 6 września, 16 grudnia, 22 grudnia.
Męskim odpowiednikiem jest imię Beat.

## Kobiety o imieniu Beata
- św. Beata z Sens (†273)
- Beata Andrzejczuk – polska pisarka, członkini Stowarzyszenia Pisarzy Polskich
- Beata Artemska – tancerka, aktorka, reżyserka i scenarzystka
- Beata Bublewicz – polityk
- Beata Buczek-Żarnecka – aktorka
- Beata Chmielowska – dziennikarka
- Beata Cholewińska – dziennikarka
- Beata Ejzenhart, pseud. Bandytka – polska autorka tekstów piosenek, kompozytorka, producentka, piosenkarka i prawniczka.
- Beata Grabarczyk – dziennikarka
- Beata Gwoździewicz – dziennikarka
- Beata Jarmołowska – projektantka odzieży, artystka
- Beata Kamińska – pływaczka
- Beata Kawka – aktorka
- Beata Kempa – posłanka na Sejm RP
- Beata Kozidrak – piosenkarka
- Beata Krupska – pisarka
- Beata Łaska z Kościeleckich – pierwsza polska taterniczka
- Beata Maksymow – dżudoczka
- Beata Małecka-Libera – lekarz, polityk
- Beata Mazurek – posłanka
- Beata Michniewicz – dziennikarka
- Beata Mikołajczyk – kajakarka
- Beata Obertyńska – poetka
- Beata Pawlak – dziennikarka
- Beata Pawlicka – siatkarka
- Beata Pawlikowska – dziennikarka, podróżniczka
- Beata Poźniak – aktorka
- Beata Prei – sztangistka
- Beata Rakowska – aktorka
- Beata Rybotycka – aktorka, piosenkarka
- Beata Sadowska – dziennikarka
- Beata Sawicka – polityk
- Beata Schimscheiner – aktorka
- Beate Sirota Gordon – feministka
- Beata Szydło – premier RP od 2015 do 2017 r.
- Beata Ścibakówna – aktorka
- Beata Tadla – dziennikarka
- Beata Tyszkiewicz – aktorka
- Beate Uhse – niemiecka pilotka i biznesmenka
- Beata Wyrąbkiewicz – piosenkarka, aktorka dubbingowa.